# GENSE
GENSE（ゲンセ）とは1856年創業のスウェーデン王室御用達の伝統と信頼を得ている老舗カトラリーブランドである。スウェーデン、デンマーク、フィンランド、ノルウェー、ベルギーに支社を持ち、北欧を中心にビジネスを展開。個性的なアイテムで2007年度より全世界に向け発売を開始した。毎年12月10日ストックホルムで行われる名誉あるノーベル賞晩餐会の席で使用されるディナーカトラリーをプロデュースしていることでも知られている。